# Carte d'identité suisse
La carte d'identité suisse  est un document officiel d’identification des Suisses.

## Description
Sa forme actuelle, datant de 1994, est une photo-carte en plastique. Cette carte en polycarbonate fut la toute première carte d’identité au monde fabriquée dans cette matière. Produite à son origine par l'entreprise argovienne Trüb AG, entreprise rachetée en 2015 par l'entreprise néerlandaise Gemalto, elle peut être utilisé comme document de voyage dans les pays de l'Espace économique européen.
Le texte de la carte est en allemand, français, italien, romanche et anglais.

## Validité à l'international
La carte d'identité nationale suisse peut être utilisée comme document de voyage (au lieu de passeport) dans tous les États européens sauf la Biélorussie, le Royaume-Uni (à l'exception de Gibraltar où la carte d'identité suffit), la Russie et l’Ukraine.
Elle est également valable dans les pays et territoires suivants:
- France d'outre-mer;
- Géorgie;
- Montserrat (pour max. 14 jours)[4] ;
- Tunisie (pour les voyages organisés par agence de voyage) ;
- Turquie.

## Coût
Pour les adultes, son coût à l'unité s'élève à soixante-cinq francs suisses et de cinq francs de frais de port. Pour les enfants et jeunes jusqu'à 18 ans, le prix est de trente francs et cinq francs de frais de port. Combinée à la commande avec le passeport suisse, son coût n'est que de huit francs de plus que le passeport.
Contrairement au passeport suisse qui se commande uniquement auprès du bureau des passeports de chaque canton, la commande d'une carte d'identité seule peut parfois se faire directement auprès de la commune.
Pour les Suisses de l'étranger, la commande peut se faire auprès des représentations consulaires sur place ou par téléphone ou sur internet mais la prise des données biométriques ne se fait qu'auprès d'un office de représentation suisse de l'étranger.

## Photo d'identité
La photo carte d'identité suisse doit être conforme à certaines règles officielles.
- Expression faciale neutre
- La personne doit regarder droit dans l’objectif avec le visage et les yeux entièrement visibles, la tête nue et la bouche fermée
- Le fond doit être de couleur claire, régulier, uni, sans dégradé de couleurs et doit avoir un contraste tête/fond suffisant
- Les lunettes de vue sont autorisées sur la photo si les yeux sont entièrement visibles à travers les lunettes: ils ne doivent en aucun cas être cachés par la monture, les verres ou des reflets.
- Les écouteurs, couvre chefs et autres accessoires ne peuvent être portés
- Pour des motifs religieux, tous les critères mentionnés restent en vigueur sauf pour le point « tête nue »
- La photo de carte d’identité suisse doit être récente et dater de moins d’un an
- La photo doit avoir comme dimensions 3,5 × 4,5 cm et le visage doit faire entre 29 et 34 mm de longueur